# Waldemar Gädecke
Waldemar Gaedeke (* 10. April 1874 in Heidelberg; † 4. Februar 1963 ebenda; evangelisch) war ein seit 1903 im badischen Staatsdienst stehender Jurist und Landrat. Er wurde zum 31. Dezember 1937 auf „eigenes Ansuchen“ vorzeitig in den Ruhestand versetzt.

## Leben
Der Sohn des Königsberger Historikers Arnold Gaedeke studierte nach der Reifeprüfung 1892 Jura an den Universitäten Leipzig und Heidelberg. Im Sommersemester 1893 trat er der Studentenverbindung Leonensia bei. Nach Abschluss seines Studiums war er von 1897 bis 1902 Rechtspraktikant bzw. Referendar und promovierte im Sommer 1898 in Heidelberg zum Dr. iur. 1903 erfolgte der Eintritt in die badische Innenverwaltung. Zum 11. Mai 1907 übernahm er die Stellung eines Amtmanns beim Bezirksamt Rastatt und wechselte zum am 20. Dezember 1907 als Sekretär an den Verwaltungsgerichtshof in Karlsruhe. Am 22. August 1908 wurde Gaedeke Amtmann beim Bezirksamt Pforzheim und am 28. Dezember 1917 Oberamtmann beim Bezirksamt Waldshut. Mit dem 2. April 1919 folgte die Versetzung als Dienstverweser und danach Amtsvorstand beim Bezirksamt Eppingen. 1924 wurde er zunächst zum Landrat beim Bezirksamt Oberkirch befördert, um 1932 in die gleiche Stellung beim Bezirksamt Ettlingen zu wechseln. Am 31. Dezember 1937 wurde er vorzeitig in den Ruhestand versetzt und übersiedelte anschließend nach Heidelberg.

## Mitgliedschaften
- Verbindung Leonensia (MR), Heidelberg
- 1931/32 Deutsche Volkspartei (DVP)
- 1. Juni 1934 Nationalsozialistische Volkswohlfahrt (NSV)
- Bund Nationalsozialistischer Deutscher Juristen (BNSDJ), kein NSDAP-Mitglied

## Auszeichnungen
- 1916 Badisches Kriegsverdienstkreuz